# Piaskogrzeb
Piaskogrzeb (Georychus) – rodzaj ssaka z rodziny kretoszczurowatych (Bathyergidae). 

## Zasięg występowania
Rodzaj obejmuje jeden żyjący współcześnie gatunek występujący w południowej Afryce.

## Morfologia
Długość ciała (bez ogona) 85–231,6 mm, długość ogona 17,3–23,7 mm; masa ciała 87,7–272,3 g.

## Systematyka
Rodzaj zdefiniował w 1811 roku niemiecki zoolog Johann Karl Wilhelm Illiger w książce swojego autorstwa o tytule Prodromus systematis mammalium et avium. Illiger wymienił trzy gatunki – Mus aspalax Pallas, 1776, Mus talpinus Pallas, 1770 oraz Mus capensis Pallas, 1779 – z których gatunkiem typowym jest piaskogrzeb przylądkowy (G. capensis).

### Etymologia
- Georychus (Georrychus, Georhychus, Georynchus): gr. γεωρυχος geōrukhos ‘kopiący ziemię’, od γεω- geō- ‘ziemny-’, od γη gē ‘ziemia’; ορυσσω orussō ‘kopać’[11].
- Fossor: łac. fossor ‘kopacz, grabarz’, od fodo ‘kopać’[12]. Gatunek typowy: Fossor leucops H. Lichtenstein, 1844 (= Mus capensis Pallas, 1778).

### Podział systematyczny
Badania genetyczne z 2018 roku sugerują, że Georychus może zawierać aż pięć gatunków. Do rodzaju należy jeden występujący współcześnie gatunek:
- Georychus capensis (Pallas, 1778) – piaskogrzeb przylądkowy

Opisano również gatunek wymarły z plejstocenu dzisiejszej Południowej Afryki:
- Georychus robertsi (Broom, 1937)